# Alejandro O'Reilly
|  | Per a altres significats, vegeu «Alejandro O'Reilly i Casas». |

Alejandro O'Reilly (Baltrasna, Comtat de Meath, 24 de octubre, 1723 – Bonete, 23 de març de 1794) fou un general irlandès al servei de la corona espanyola.
El 1762 formà part en qualitat de cap de les tropes que passaren a Cuba amb el comte de Ricla, organitzant en aquella illa les milícies de pardos i morenos. El 1768 fou destinat a la Louisiana per a succeir a Ulloa, que havia estat derrotat pels rebels, sortint de l'Havana al front d'una expedició formada per la fragata Volante, 24 transports, 2.000 homes i 48 canons. S'apoderà fàcilment de Nova Orleans, si bé se l'acusà d'haver tractat amb excessiu rigor als sotmesos.
Al seu retorn a Espanya se li'n donà el comandament d'un exèrcit que havia de passar a l'Àfrica, on arribà amb 22.000 homes (juliol de 1775), però els àrabs tenien coneixement del que es preparava contra ells, de forma que no pogué sorprendre'ls com esperava. No obstant tot això, O'Reilly ordenà el desembarcament d'una divisió en l'espai comprès entre Alger i el riu Farache, on, a causa de la dificultat de fer avançar l'artilleria, els àrabs derrotaren als espanyols. Acudí llavors una segona divisió que sofrí la mateixa sort que la primera, veient-se obligat O'Reilly a emprendre la retirada i a reembarcar-se després d'haver sofert 1.500 morts, entre ells el marquès de la Romana i 3.000 ferits. Aquesta derrota, deguda a la seva imprevisió i poca habilitat, obrí contra ell una campanya en la cort, fins que Carles III d'Espanya, per fer-la callar l'allunyà de Madrid donant-li diferents càrrecs a províncies.
A la mort del general Ricardos el succeí en el comandament de l'exèrcit de Catalunya destinat a recuperar el Rosselló de mans franceses, però morí quan es dirigia a prendre possessió dels seu destí.
S'havia casat amb una germana del general Las Casas i fou el primer comte de O'Reilly.